# Idakka

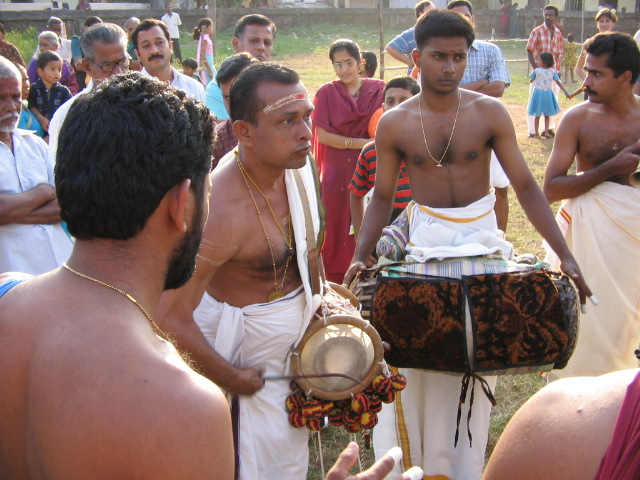
Idakka-Spieler (links) bei einer Panchavadyam-Aufführung. Rechts die Fasstrommel madhalam

Idakka, Malayalam ഇടയ്ക്ക eḍakkā, auch iḍakka, idakke, itekka, edaykka, ist eine zweifellige Sanduhrtrommel, die vor allem im südindischen Bundesstaat Kerala in der religiösen Musik in hinduistischen Tempeln und bei Prozessionen gespielt wird. Sie ist größer als die ebenfalls sanduhrförmige Trommel damaru, wird aber nicht mit an Schnüren hängenden Rasselkugeln, sondern mit einem gebogenen Stab einseitig angeschlagen. Die Membranen liegen unverbunden über den beiden Korpusöffnungen, ihre Spannung und damit die Tonhöhe lässt sich während des Musizierens variieren, sodass Melodien spielbar werden. Die idakka ist das am meisten verehrte Instrument in der Musik Keralas.

## Bauform und Spielweise

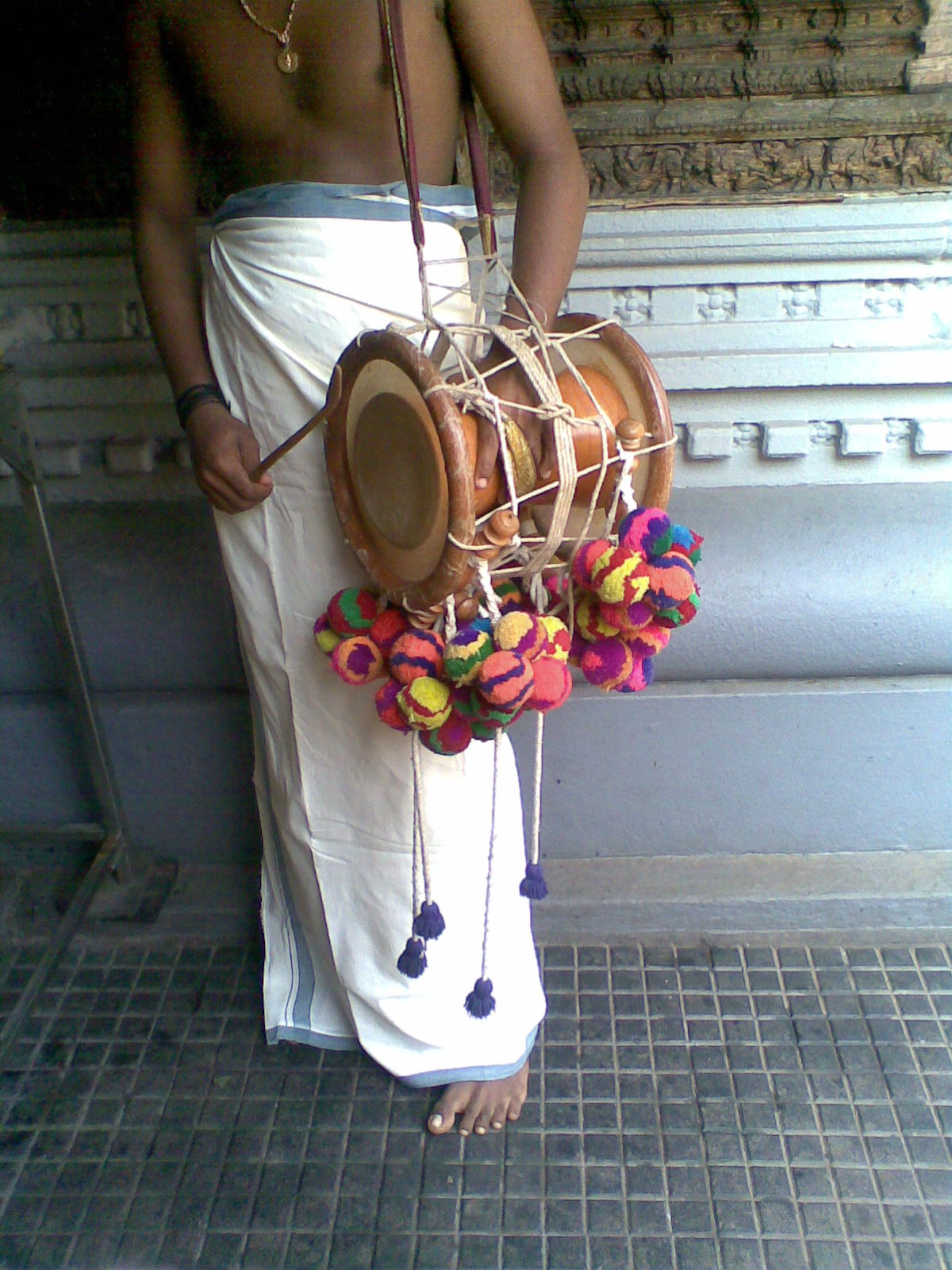
Idakka

Der leicht taillierte Korpus wird aus rotem Sandelholz (Pterocarpus santalinus), Betelnusspalme, Gerber-Akazie (Acacia catechu, Malayalam karingali) oder anderen festen Hölzern hergestellt. Seine Länge beträgt 21 bis 26 Zentimeter und der äußere Durchmesser etwa 11 Zentimeter bei einem Zentimeter Wandstärke. Die beiden Membranen (ullori) bestehen aus der Magensackhaut einer Kuh, die getrocknet und auf einem Ring aus Metall oder dem Holz des Jackfruchtbaums (malayalam Varikka plavu) festgeklebt werden, sodass die Haut den Ring vollständig umgibt. Der Holzring (valayangal) ist etwa zwei Zentimeter dick und hat den doppelten Durchmesser der Korpusöffnungen. Durch jeweils sechs gleichmäßig an den Ringen verteilte Löcher wird eine Baumwollschnur gezogen, mit der beide Trommelfelle V-förmig miteinander verspannt werden. Eine mehrfache Schnurwicklung verläuft in der Trommelmitte außen um die Verspannung. An mehreren Stellen sind im mittleren Bereich weitere Schnüre angeknotet, an denen ein Trageband (allgemein bei im Stehen gespielten Musikinstrumenten: thol-kaccha, „Schulter-Stoff“) befestigt ist, das sich der Spieler über die linke Schulter hängt. Das Trageband symbolisiert die Schlange (Naga), die Shiva um seinen Hals hängen hat.
Vier lange gedrechselte Holzstäbe (jeevakkolukal) klemmen an variablen Stellen zwischen der V-Schnürung, um die Spannung derselben gleichmäßig zu justieren. An der Innenseite der Resonanzmembran sind mit Kupfernägeln zwei gekreuzte Schnarrsaiten aus Blattfasern der Palmyrapalme angebracht, die einen metallisch scheppernden Klang hinzufügen. In der waagrechten Spielposition hängen unten an der Trommel runde, bunte Quasten (poduppukal) als Zier. Jeweils 16 dieser Wollekugeln an jedem Holzstab, also insgesamt 64 gehören traditionell dazu und haben wie sämtliche Bauteile der idakka eine erklärbare symbolische Bedeutung.
Die gesamte labile Konstruktion ermöglicht es dem Spieler, die Membranspannung so stark zu verändern, dass ein Tonraum von über zwei Oktaven spielbar wird. Hierzu greift er mit der linken Hand zwischen die Verspannung und hält den Korpus fest. Indem nun der Spieler entweder die Trommel an seine Hüfte presst oder mit der linken Hand nach unten drückt, um den Schultergurt zu spannen, erhöht er die Spannung von Verschnürung und Trommelfellen. Mit einem am Ende leicht nach oben gebogenen Stab (idaykka kol) aus Holz oder Knochen in der rechten Hand schlägt er auf das rechte Trommelfell (kottuvattam), das linke Resonanzfell (mootuvattam) wird nicht bespielt. Der Schlägel wird aus dem Holz von Caesalpinia sappan (chappangam, einer mit dem Tamarindenbaum verwandten Art) oder aus einem Tierhorn gefertigt. Er besitzt eine ähnliche Form, ist aber kürzer und dünner als der in Kerala für die Zylindertrommel chenda verwendete. Der Spieler kann den nicht mit den Membranen verbundenen Korpus auch außermittig verrutschen. Das Instrument lässt sich leicht zerlegen und wieder zusammenbauen, sein Spiel ist aber durch den enormen Tonumfang und die Klangeigenschaften, die sich bei jeder feinen Bewegung verändern, schwierig zu erlernen. Bei gewissen Zugeständnissen die exakte Tonhöhe betreffend sind sogar Ragas spielbar.
Die besondere religiöse Verehrung verbietet es, das Instrument auf dem Boden abzustellen; im Tempel oder in Privatwohnungen hängt es meist dekorativ an der Wand.

## Herkunft und Verbreitung
Die idakka gehört zu einer Gruppe von Sanduhrtrommeln in Indien, die alle eine mythologische Bedeutung haben und wie die damaru von Bettlern und Gauklern oder in der religiösen Volksmusik gespielt werden. Ein bis zu 25 Zentimeter langer Sanduhrtrommeltyp heißt hurukka, auch huruka, hudukka, udukkai, deru, in Garhwal und Kumaon am Südrand des Himalaya hurka und daunr. Ihr Korpus besteht ebenfalls aus Holz, sie wird mit Stöckchen oder den Fingern geschlagen.
Zur Begleitung von Volkstänzen wird in Karnataka und Kerala zusammen mit dem Blasinstrument cheeni die kleine, einfache Sanduhrtrommel tudi (oder thudi) gespielt. In den Dörfern Keralas gab es den Brauch, einen Dieb mit Hilfe eines tudi-Spielers zu enttarnen. Ein tudi-Spieler versammelte die gesamte Dorfbevölkerung auf dem Platz, schlug seine Trommel und beschimpfte den Dieb dermaßen lautstark, bis dieser sich mit einer Reaktion zu erkennen gab. Die idakka soll sich aus dieser, besonders bei den Adivasis in den Nilgiri-Bergen beliebten Trommel entwickelt haben.
Eine einfachere Kesseltrommel mit variabler Fellspannung ist die burra aus Andhra Pradesh. Bei ihr ist die Membran auf einen großen Eisenring gespannt, dessen Verschnürung bis zum Boden eines Messingtopfes gezogen und dort verknotet wird. Pambai ist die Bezeichnung für ein mit gebogenen Stöcken geschlagenes Paar Zylindertrommeln mit fester, V-förmiger Schnurspannung, das in Andra Pradesh und Tamil Nadu gespielt wird. Diese Trommeln und weitere wie die Kesseltrommel ghumat aus Goa und die gummati aus Karnataka gehören jeweils zu einer eigenen Liedtradition von Berufsmusiker, die einer besonderen Bevölkerungsgruppe angehören. Ein solches charakteristisches Instrument ist auch die Zupftrommel ektara der Bauls in Bengalen. Am weitesten verbreitet in der Volksmusik sind Kesseltrommelpaare vom Typ der nagara. Die im Tanztheater Yakshagana in Karnataka gespielte zweifellige Zylindertrommel chande (unterscheidet sich geringfügig von der keralensischen chenda) besitzt bei fester Tonhöhe eine ähnlich der idakka an weit herausragenden Ringen befestigte Schnurverspannung.
Im Unterschied zu den zahlreichen anderen Trommeltypen in Kerala gilt die idakka als Melodieinstrument. Die idakka hat eine Jahrhunderte alte Tradition und ist in Karnataka auf zahlreichen Tempelskulpturen zu sehen. Ihr Name wird vom onomatopoetischen Sanskritwort dakka abgeleitet, dem nach den Gesetzen der tamilischen Sprache und des Malayalam das Präfix E oder I vorangestellt wurde. Dakka ist wie damaru ein Name für die kleine Sanduhrtrommel Shivas. Nachdem der Schöpfergott 14 Mal dieses Instrument gespielt hatte, soll er die Mahesvara Sutras erschaffen haben, die 14 Verse, aus denen die Urlaute (Phoneme) und die Sprache Sanskrit entstanden sei. Die Wertschätzung für dieses als göttlich geltende Instrument (Devadyam), aus dem im Mythos alle Töne des Kosmos hervorgegangen und mit dem folglich alle Töne spielbar sind, wird so verständlich.

## Verwendung
Heute wird die idakka vor allem beim hinduistischen Tempeldienst (Puja) in Kerala bei Prozessionen und vor dem Tempel (kovil) eingesetzt. Eine wesentliche Rolle übernimmt sie im zeremoniellen Trommelorchester Panchavadyam („Fünf Musikinstrumente“), bei dem neben der idakka die Sanduhrtrommel timila mit Holzkorpus, die größere zweifellige Fasstrommel madhalam (in Karnataka maddale), ebenfalls aus Holz und die kleinen Bronzepaarbecken elathalam mit dem einzigen Blasinstrument, der gebogenen Naturtrompete kombu zusammenspielen. In der Regel verfügen große Panchavadyam-Orchester über ein bis zwei idakka-Spieler, etwas mehr madhalam-Spieler und doppelt soviele von den übrigen Instrumenten als madhalams vorhanden sind. Bei Tempelfesten in Kerala dauert eine am Vormittag beginnende Panchavadyam-Aufführung acht Stunden, weitere Stunden abends und noch einmal nachts. Die timila gilt ebenfalls als heiliges Instrument, sie repräsentiert die kosmische Trommel Shivas (dessen Trommel in der rechten Hand ansonsten damaru heißt).

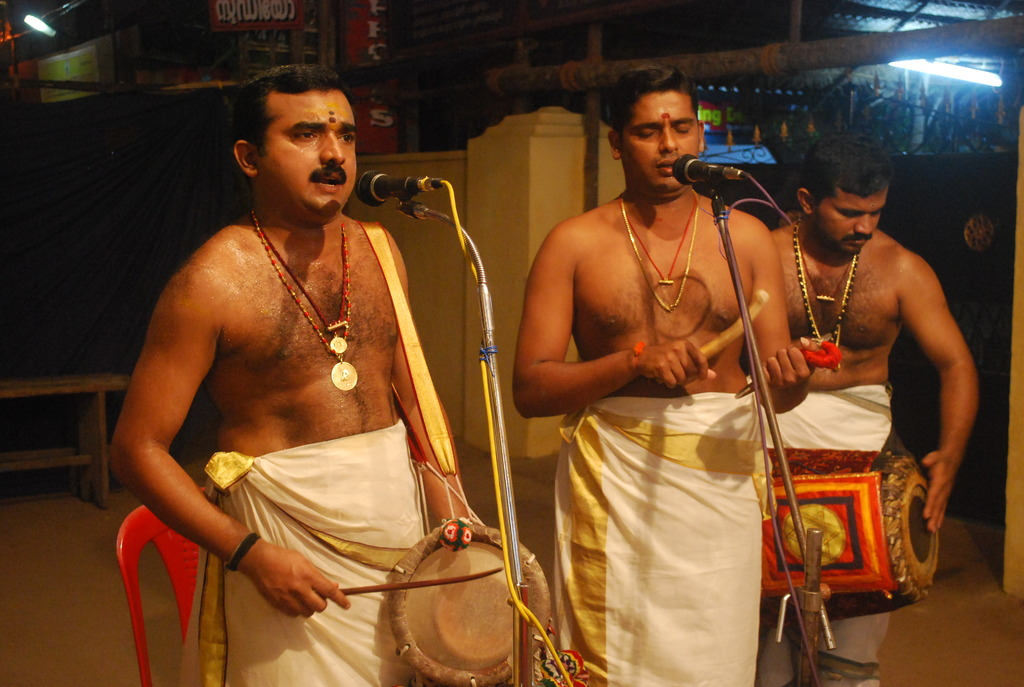
Ambalapuzha Gopakumar singt und spielt idakka im südindischen klassischen Gesangsstil Sopana Sangeetham. Rechts hinten die Fasstrommel madhalam

Ferner kommt die idakka bei der klassischen südindischen Tempelmusik Sopana Sangeetham zum Einsatz. Sopanam steht für den Ort vor dem Tempelheiligtum (Tempelstufen), sangeetham bedeutet „Musik“. Den ersten Teil des Ragas bildet ein langsam gesungener alapana, der von einer idakka und den Zimbeln elathalam rhythmisch begleitet wird. Die nachfolgenden schnellen und komplexen Rhythmen mit häufig ungeradzahligen Takten gehören zu den desi talams. Ein großes Sopana Sangeetham-Orchester kann aus über 50 Instrumenten bestehen, zu denen die idakka, verschiedene Varianten der Zylindertrommel chenda, der Bronzegong chengila (klöppellose Glocke), die Zimbeln elathalam und kuzhitalam, die Sanduhrtrommel timila, die kleine, waagrecht gespielte Zylindertrommel maram, die Trompete kombu, das Doppelrohrblattinstrument kuzhal, Vishnus Schneckenhorn shanku und der Musikbogen villadi vadyam (kurz ville) gehören. Sopana Sangeetham wird von Tempelmusikern aufgeführt, die zu den Kasten Maaran (Marar) oder Poduval in Nordkerala gehören.
Der spektakuläre Maskentanz Kathakali aus Kerala wird von mehreren Trommeln begleitet. An die Stelle der großen stehenden Zylindertrommel chenda tritt die idakka, sobald weibliche Figuren agieren.
Beim Krishnanattam, einem anderen Tanzdrama mit Maskentänzern zu Ehren von Krishna, gehören die Trommeln madhalam und idakka sowie Zimbeln und Gongs zum Begleitorchester der Bhakti-Gesänge. Die Tradition wird im Krishnatempel von Guruvayur (etwa 30 Kilometer nördlich Thrissur) am Leben gehalten. Das acht Tage dauernde Tempelfest findet im Februar/März statt.
Bei dem von Frauen getanzten Mohiniyattam, einem der acht klassischen indischen Tanzformen, werden Geschichten erzählt, wie Vishnu als weiblicher Avatara Mohini die Dämonen (Asuras) bekämpft. Die elegant-fließenden Tanzbewegungen werden von einer idakka angemessen akzentuiert.
Im sehr alten, mythologisch bis in buddhistische Zeit zurückreichenden Sanskritteater Kutiyattam von Kerala treten stark geschminkte männliche und weibliche Schauspieler auf. Sie erzählen Göttergeschichten, die oft aus der Zeit der Cholas und Pallavas stammen. Musikalisch begleitet werden die Darsteller von einem Trommelensemble, das unter anderem aus dem großen, mit den Händen geschlagenen Kupferkessel mizhavu, der idakka, Zimbeln und dem Schneckenhorn shanku besteht.
Thayambaka ist ein Tempelfest mit einem großen Trommelorchester, das üblicherweise in der Abenddämmerung zu spielen beginnt. Ein chenda-Trommler, der ausnahmsweise nicht mit zwei, sondern nur mit einem Stöckchen und den Fingern der anderen Hand spielt, steht im Mittelpunkt. Er wird von drei bis vier weiteren chenda-Spielern (Veekku Chenda) und drei bis vier itakka-Spielern begleitet. Die Aufführung dauert 1,5 bis 2 Stunden.